# Aura Elena Farfán
Aura Elena Farfán és una activista pels drets humans guatemalenca. És una de les fundadores i directora executiva de FAMDEGUA (Familiares de Detenidos y Desaparecidos de Guatemala), una organització amb seu a Guatemala dedicada als familiars supervivents de desapareguts forçats pel govern de Guatemala. Es tracta d'una de les organitzacions de drets humans més antigues del país. Farfán ha patit sovint amenaces de mort degudes al seu activisme i va ser, juntament amb el seu conductor, segrestada breument per atacants armats el 4 de maig de 2001.
L'any 2018 va rebre el Premi Internacional Dona Coratge. L'any 2015, va ser reconeguda per la revista estatunidenca Time com una de les persones més influents de Guatemala.

## Biografia
Va néixer en el departament de Jutiapa, al sud-est de Guatemala. Filla de Manuel Antonio Velásquez, que va morir quan Aura Elena tenia 14 anys, i d'Adela Farfán Izquierdo, era la més gran de cinc germans. L'any 1955 va començar estudis de magisteri a l'Instituto Normal Centro América (INCA) a la ciutat de Guatemala, però va haver d'abandonar-los l'any 1956 per atendre necessitats familiars a Jutiapa. Posteriorment, amb un grup de 20 joves originàries també de Jutiapa, va obtenir una beca per estudiar infermeria. Va començar a treballar a l'Hospital Nacional de Jutiapa; no obstant això, a causa de la difícil situació econòmica familiar, va tornar a la capital i va començar a treballar a l'hospital Roosvelt i posteriorment en altres hospitals com l'Herrera Llerandi, on va treballar amb el doctor Rodolfo Herrera Llerandi.
A principis dels anys vuitanta va tornar a l'hospital Roosvelt, on va poder observar de prop escenes de la repressió que s'estava vivint en el país, ja que freqüentment arribaven a l'hospital molts morts i ferits sense identificar.
El 15 de maig de 1984 va ser el seu mateix germà Rubén Amílcar Farfán qui va ser detingut i desaparegut. Des de llavors, la seva recerca ha estat l'impuls del seu activisme sumant forces amb persones que es trobaven en situació similar.

## Activisme i lluita
La seva principal lluita ha estat la recerca del seu germà Rubén Amílcar Farfán, estudiant de la Facultat d'Humanitats de la Universitat de San Carlos de Guatemala (USAC), que treballava en l'Editorial de la Universitat de San Carlos i era membre del Sindicat de Treballadors d'aquesta institució. Rubén Amílcar tenia 40 anys quan va ser detingut el 15 de maig de 1984 i encara es desconeix la seva ubicació. Des d'aquell moment, Aura Elena va començar a involucrar-se en la recerca de persones detingudes i desaparegudes i la lluita contra les violacions dels drets humans.

### Detenció del seu germà Rubén Amílcar
El dia de la seva detenció, Rubén Amílcar va sortir de la seva casa ubicada en la colònia Primero de Julio de la ciutat de Guatemala (que ara pertany al municipi de Mixco) i es va dirigir a la seva feina, a l'Editorial de la Universitat de San Carlos de Guatemala. La primera informació que va rebre la seva família, mitjançant suposats estudiants que van arribar a casa, sobre la detenció va ser que, aproximadament a dos quarts de quatre de la tarda, es va traslladar des de l'editorial fins a la Facultat d'Humanitats, però en el trajecte, homes armats i vestits de civil el van detenir, colpejar i introduir en un vehicle, abans d'endur-se'l amb rumb desconegut. Segons els informants, en aquesta acció van intervenir dos automòbils identificats amb plaques de circulació.
Segons la investigació posteriorment realitzada per Aura Elena, el seu germà va ser capturat en l'avinguda 11 i carrer 12 de la zona 1, a la ciutat de Guatemala. Aquesta informació la va poder obtenir per una companya propera a Rubén Amílcar, que li va explicar que ell havia sortit amb ella de la universitat a les tres de la tarda a investigar sobre la desaparició de Carlos Cueva i Otto Illescas, que s'havia donat en aquell mateix matí. Tots dos van pujar a l'autobús, però ella va baixar unes parades abans del carrer on suposadament ell va ser capturat.
| «                   | "Va sortir de la casa a les 6 del matí el 15 de maig de 1984 cap a l'USAC, on treballava a l'editorial, era membre actiu del sindicat i estudiant de l'últim semestre de literatura, ja no va tornar. A la tarda, quatre persones van preguntar per la meva mare, vaig sortir i em van dir que eren companys d'estudi i de feina de Rubén Amílcar i que l'havien capturat, colpejat i introduït en un dels cotxes, no sabien amb quin rumb: va ser un martiri molt gran i dolorós. Vam iniciar-ne la recerca, vam interposar diversos recursos d'exhibició personal, no ens donaven la raó, ens sentíem moralment i psíquica molt malament perquè no ens adonàvem de l'acarnissament amb què eren torturades les persones, tant dones com homes..." | » |
| — Aura Elena Farfán | |   |

L'any 1999, va aparèixer públicament un document desclassificat conegut com el "Diario Militar". En aquest document, l'Exèrcit de Guatemala duia el registre de persones que s'havien de controlar i capturar, aquestes persones eren considerades comunistes en no estar d'acord amb el sistema polític guatemalenc de llavors. Segons el Diari Militar, Rubén Amílcar va ser capturat el 15 de maig de 1984 al carrer 9 i l'avinguda 12 de la zona 1 de la ciutat de Guatemala. S'hi detalla també que va oposar resistència i que li va ser aplicada una rutina establerta amb el "codi 300", la qual cosa significa que va ser assassinat al moment. Després d'aquesta informació, la família Farfán va presentar recursos d'exhibició personal en els tribunals de justícia, denúncies a la Policia Nacional i va realitzar recerques en hospitals, morgues i presons. Aura Elena Farfán va descobrir nombroses persones en la mateixa situació.

### Creació delGrupo de Apoyo Mutuo GAM
El Grupo de Apoyo Mutuo GAM es va crear a partir d'un grup de persones, principalment dones, que buscaven les seves famílies desaparegudes durant la repressió dels anys vuitanta, quan l'Aura Elena i unes altres cinc dones es van trobar per casualitat en els mateixos llocs de recerca: morgues, estacions de policia i hospitals. El 16 de juny de 1984 van convocar la primera conferència de premsa per fer una crida a totes les famílies de persones detingudes i desaparegudes a sumar-se al GAM; així va anar creixent el grup fins a quedar integrat per famílies de tot el país.
Aura Elena Farfán, mitjançant el seu activisme, ha participat en almenys 116 exhumacions en diferents comunitats del país. Les exhumacions s'han realitzat en cementiris clandestins en els departaments d'El Quiché, El Petén, Alta Verapaz i Baja Verapaz, localitzats per les denúncies rebudes per supervivents i familiars, com són els casos de les Dues Erres a Petén i la zona militar número 21 de Cobán, Alta Verapaz. Moltes persones detingudes i desaparegudes han pogut identificar-se per l'ADN dels seus familiars, amb el suport de la Fundació d'Antropologia Forense de Guatemala, FAFG.

### FAMDEGUA
L'Associació de Familiars de Detinguts Desapareguts de Guatemala, FAMDEGUA, es va constituir legalment el 16 de juny de 1992 com una organització no governamental amb l'objectiu de reunir les persones que busquen els seus familiars detinguts i desapareguts durant el conflicte armat intern, i acompanyar-les en les seves denúncies davant els tribunals de justícia. FAMDEGUA també s'ha constituït com a querellant en la denúncia penal de les massacres que es van perpetuar durant els governs de Fernando Romeo Lucas García, Efraín Ríos Montt i Óscar Humberto Mejía Víctores.

### Cas Zona Militar Núm. 21 de Cobán Alta Verapaz
FAMDEGUA també ha coordinat, conjuntament amb el Ministeri Públic i la Fundació d'Atropologia Forense de Guatemala (FAFG), el cas de la Base Militar Núm. 21 de Cobán, Alta Verapaz (actualment s'hi troba el Comando Regional d'Entrenamiento de Operaciones de Paz –CREOMPAZ- de l'Exèrcit de Guatemala), on l'any 2012 es va realitzar l'exhumació de 588 ossades de persones desaparegudes, originàries de poblacions pocomchíes, achís i q'eqchi's, distribuïdes en 85 fosses clandestines ubicades dins d'aquesta zona militar. Més de la meitat de les ossades van ser trobades amb senyals de tortura, la majoria amb els ulls envenats, mordasses a la boca i mans amarrades amb llaços sintètics. El 6 de gener de 2016, catorze oficials militars retirats van ser detinguts pels delictes de desaparicions forçades i crims de lesa humanitat basant-se en proves trobades en l'exhumació realitzada en la zona militar núm. 21.

### Cas de les Dues Erres
Aquest cas va consistir en l'exhumació de 273 víctimes, homes, dones i més de cent nens menors de 12 anys, enterrades dins d'un pou d'aigua ubicat en una comunitat coneguda com el parcelamiento de las Dos Erres, en el municipi de Libertad, a Petén. Aquesta exhumació es va realitzar entre els anys 1994 i 1995, amb el suport d'antropòlegs argentins, que van realitzar l'exhumació de les ossades. El cas de la massacre de les Dues Erres, que va passar del 6 al 8 de desembre de 1982, va ser el primer d'aquest tipus que va patir un procés penal en què es va aconseguir la condemna històrica de quatre kaibils (soldats d'elit) i un tinent de l'Exèrcit de Guatemala per delictes relacionats amb les massacres i la desaparició forçada.

### Proposta de Llei 35-90
El Grup de Treball contra la Desaparició Forçada de Guatemala format pel Centre Internacional per a Investigacions en Drets Humans -CIIDh-, la Comissió de Drets Humans de Guatemala -CDHG-, el Grupo de Apoyo Mutuo -GAM-, l'Associació de Familiars de Detinguts i Desapareguts de Guatemala -FAMDEGUA- i la Fundació d'Antropologia Forense de Guatemala -FAFG-, ha estat impulsant la creació d'una llei que faciliti la creació d'una comissió nacional per a la recerca de persones víctimes de desaparició forçada i altres formes de desaparició que funcioni per un període de quinze anys a partir de la seva fundació. Aquesta iniciativa jurídica coneguda com Propuesta de Ley 3590 va ser presentada al Congrés de la República l'any 2006 i té dos dictàmens favorables, el de la Comissió de Finances Públiques i Moneda i el de la Comissió de Legislació i Punts Constitucionals.

## Premis i reconeixements
- L'any 2007, Aura Elena Farfán va rebre l'orde Monsenyor Juan José Gerardi Conedera, premi que atorga l'Oficina de Drets Humans de l'Arquebisbat de Guatemala ODHAG, en reconeixement del seu treball realitzat en la recerca de persones detingudes i desaparegudes durant el conflicte armat intern, pel suport als familiars de persones detingudes i desaparegudes i pel seu incansable treball en la identificació i exhumació de víctimes en cementiris clandestins en els diferents departaments de Guatemala.

- L'any 2010, la Secretaria de la Pau, en l'acte de canvi de la Rosa de la pau, va retre un homenatge a Aura Elena per la seva incansable lluita en la recerca de la veritat i la justícia, en reconèixer el seu treball realitzat en favor de les persones detingudes i desaparegudes i pel seu compromís amb el poble de Guatemala i especialment amb les famílies víctimes de desaparicions forçades.[9]

- L'any 2015, va ser reconeguda per la revista Time, com una de les 100 persones més influents d'aquell any a nivell mundial. La revista Time va fer públic un perfil de cada una de les persones reconegudes.[10] Quan a Aura Elena se li va preguntar sobre el treball que realitza i que li va valdre el reconeixement va expressar el següent: "No és només el meu germà qui estic buscant, sinó tots els guatemalencs, homes, dones, nens i nenes que han desaparegut".[11][10]

- El 2 de febrer de 2016, va ser nominada per rebre el Premi Nobel de la Pau de 2016, pel treball realitzat en la seva lluita incansable per la justícia de totes les persones, els drets humans fonamentals dels quals han estat violats arran de la repressió durant el conflicte armat interior a Guatemala.